# 前营子镇
前营子镇，是中华人民共和国辽宁省鞍山市岫岩满族自治县下辖的一个乡镇级行政单位。

## 行政区划
前营子镇下辖以下地区：
童家店村、狄家堡村、西大营村、新屯村、燕窝村、大河沿村、门楼村和前营子村。